# Pseudoclitocybe
Genre
Pseudoclitocybe est un genre de champignons basidiomycètes de la famille des Tricholomatacées.
Leur nom, tiré du grec, en fait aujourd'hui de « faux » clitocybes, ils ont auparavant été classés successivement dans les genres Agaricus, Omphalia, Clitocybe et Cantharellula.
Il s'agit de champignons de taille modeste en forme de coupe ou d'entonnoir. Le genre comprend 14 espèces, dont l'espèce-type, commune dans les forêts d'Europe, Pseudoclitocybe cyathiformis.

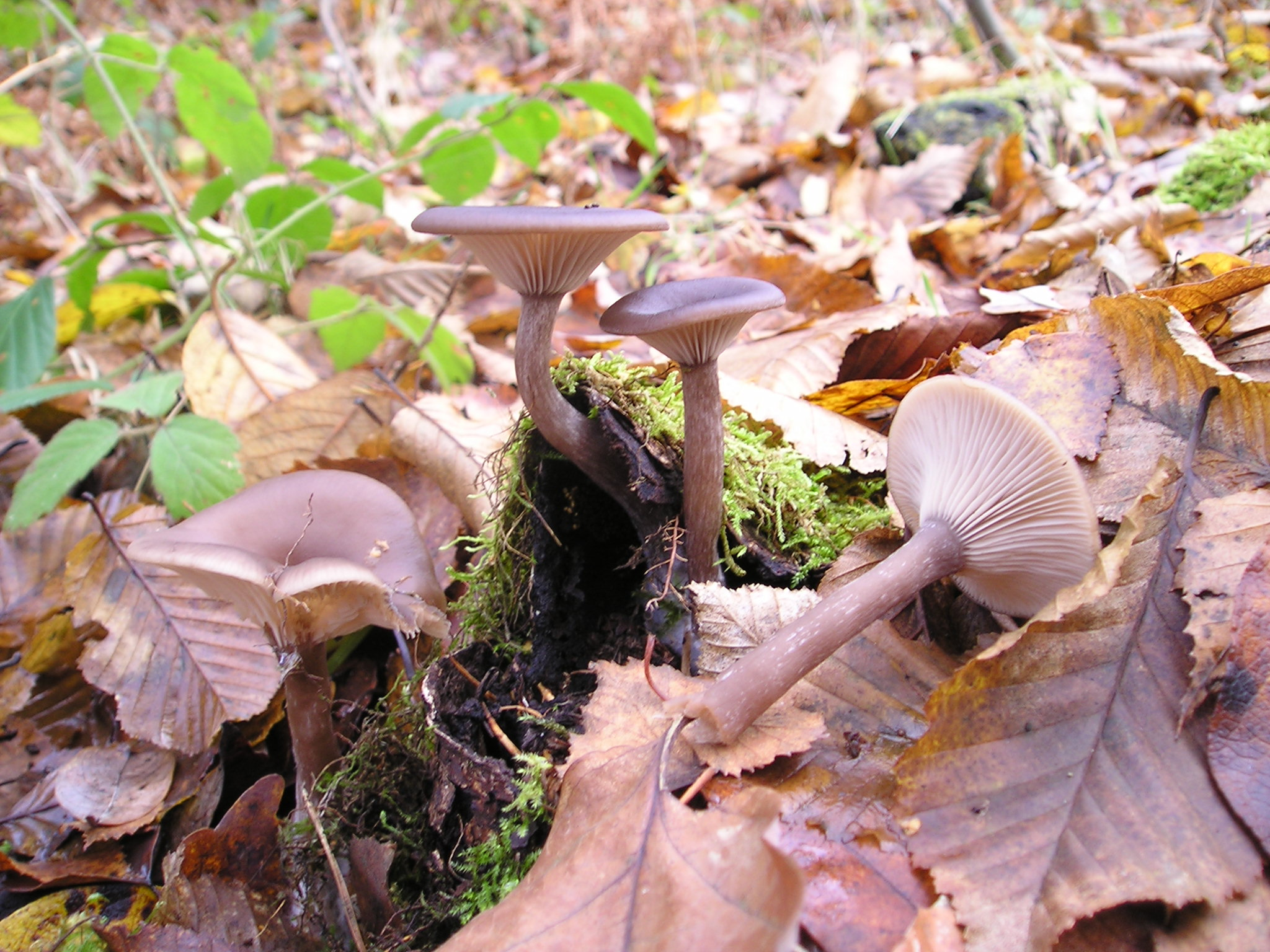
Pseudoclitocybe cyathiformis.

## Sources
- Champignons, Jakob Schlittler et Fred Waldvogeln tome I/II, Editions Silva, Zürich 1972
- (en) Index Fungorum : Pseudoclitocybe  (+ liste espèces) (+ MycoBank)